# アミューズブックス
アミューズブックスは、かつて存在した、アミューズグループの出版社。東京都渋谷区に本社があった。
1987年7月に株式会社アームコミュニケーションズとして設立され、アミューズグループのメディアビジュアル事業の一環として、書籍の制作・出版・販売を行っていた。その後、1996年1月に株式会社藝神出版社（芸神出版社）に、1997年6月に株式会社アミューズブックスに商号変更を行った。
しかし、インターネットの急速な普及や出版業界における厳しい経営状態、アミューズの経営方針が映像コンテンツ事業が主体になったことから、2003年3月末で業務を停止、解散した。